# 中城干駅
中城干駅（チュンソンガンえき、朝鮮語: 중성간역）は朝鮮民主主義人民共和国慈江道城干郡にある駅で、満浦線に属する。 

## 歴史
- 1942年11月1日：開業[1]。

## 隣の駅
満浦線
双芳洞駅 - 中城干駅 - 城干駅